# Panagropsis humerata
Panagropsis humerata là một loài bướm đêm trong họ Geometridae.